# مارتین کیچن
مارتین کیچن (انگلیسی: Martin Kitchen؛ زادهٔ ۲۱ دسامبر ۱۹۳۶) تاریخ‌نگار اهل بریتانیا است.